# جیا آلماند
جیا آلماند (انگلیسی: Gia Allemand؛ ۲۰ دسامبر ۱۹۸۳ – ۱۴ اوت ۲۰۱۳) یک هنرپیشه، و مدل اهل ایالات متحده آمریکا بود. وی بین سال‌های ۲۰۰۲ تا ۲۰۱۳ میلادی فعالیت می‌کرد.